# Наташа Јовановић
Наташа Јовановић (Крагујевац, 14. април 1966) је српска политичарка. Некадашња генерална секретарка Српске радикалне странке од септембра 2016. Напустила је ову странку 2021. године када се учлањује у Српску напредну странку.

## Биографија
Рођена је у Крагујевцу, 14. априла 1966. године. Удата је, говори енглески језик, а по занимању је туристички водич. Од 1987. до 1989. године радила је у предузећу „Застава импекс“, а од 1991. до 1996. године у туристичким агенцијама „Контики травел“ и „Холидеј“. Власник је и главни и одговорни уредник портала Србију волимо од 2013. године.

### Политичка каријера
Била је потпредседник Народне скупштине Републике Србије. На ову функцију изабрана је 8. маја 2007.
Члан је Српске радикалне странке од 1992. године, а од 1993. године председник је окружног одбора за Шумадију. Посланик је од 1996. године, прво у Савезној скупштини, да би на изборима 23. децембра 2000. била изабрана за народног посланика у Скупштини Србије.
У Српској радикалној странци обавља дужност генералног секретара и члана Председничког колегијума. У јуну 2008. је поново изабрана на дужност потпредседника Скупштине Србије. У парламенту је још члан у одбору за одбрану и безбедност, одбору за иностране послове и одбору за трговину и туризам. Посланик је и у Парламентарној скупштини Савета Европе у делегацији српског парламента.
Учествује у делегацији Народне скупштине у Савету Европе, у којој се расправља о резолуцији која захтева међународну истрагу о наводима из извештаја Дика Мартија под називом „Нехумана поступања према људима и илегална трговина људским органима на Косову“.